# Orasema occidentalis
Orasema occidentalis är en stekelart som beskrevs av William Harris Ashmead 1892. Orasema occidentalis ingår i släktet Orasema och familjen Eucharitidae. Inga underarter finns listade i Catalogue of Life.